# 福田真依
福田 真依（ふくだ まい、1993年6月24日 ‐ ）は、キリンプロ大阪オフィスに所属していた日本の子役。
趣味は水彩画とパソコン。特技はヒップホップダンスと英会話と4コマ漫画作り。

## 出演

### テレビ番組
- ファミりん（関西テレビ、2002年）
- 征平・宮根のヨソ様の事情（テレビ大阪、2005年）

### ビデオパッケージ
- 松下電工（2003年）

### 舞台
- あの晩、星が教えてくれた 大阪公演B公演[1]（門真市民文化会館ルミエールホール[1]、2004年） - 近藤菜緒 役
- ソラリスの謎（2005年） - AMI 役

### スチール
- イズミヤ（2005年）